# Bethmale
Bethmale is een gemeente in het Franse departement Ariège (regio Occitanie) en telt 96 inwoners (2009). De plaats maakt deel uit van het arrondissement Saint-Girons.

## Geschiedenis
Bethmale was onderdeel van het kanton Castillon-en-Couserans tot dit op 22 maart 2015 werd opgeheven en en de gemeente werd opgenomen in het op diezelfde dag gevormde kanton Couserans Ouest.

## Geografie
De oppervlakte van Bethmale bedraagt 32,0 km², de bevolkingsdichtheid is dus 3 inwoners per km².
De onderstaande kaart toont de ligging van Bethmale met de belangrijkste infrastructuur en aangrenzende gemeenten.

## Demografie
Onderstaande figuur toont het verloop van het inwonertal (bron: INSEE-tellingen).

Vanwege een beveiligingsprobleem met de MediaWiki Graph-software is het momenteel niet mogelijk deze grafiek weer te geven. Zodra de software is bijgewerkt zal de grafiek vanzelf weer zichtbaar worden.